# Славное (Сахалинская область)
Сла́вное (яп. 蘂取村 Сибэторо-мура) — упразднённое село на острове Итуруп Курильского района Сахалинской области России.  В рамках муниципального устройства в области территория Славное Курильского городского округа
Сахалинской области.
Япония в настоящее время имеет к острову территориальные претензии и формально включает его территории в состав уезда Сибэторо.

## География
Стоит на реке Славная, при впадении её в Тихий океан.

## История
До 1945 входило в состав уезда Сибэторо округа Немуро губернаторства Хоккайдо Японии.
В настоящее время остров, на котором расположено село, принадлежит России.
По данным переписи населения на 1940 год, население села составляло 881 человек. Было населено до 1990-х годов, с тех пор населённый пункт пустует.

## Население
| 1920 (Тайсё 9)  | 885 чел.   | 747 мужчин, 138 женщин    | 85 домохозяйств             |
| 1925 (Тайсё 14) | 1,231 чел. |                           |                             |
| 1930 (Сёва 5)   | 1,513 чел. |                           |                             |
| 1935 (Сёва 10)  | 1,482 чел. | 1,272 мужчины, 210 женщин | 354 чел. оседлого населения |
| 1940 (Сёва 15)  | 881 чел.   | 662 мужчины, 219 женщин   | 120 домохозяйств            |
| 2011            | 0 чел      |                           |                             |